# وستبورو (حوزه سرشماری)، ویسکانسین
وستبورو (به انگلیسی: Westboro) یک منطقهٔ مسکونی در ایالات متحده آمریکا است که در شهرستان تیلور، ویسکانسین واقع شده‌است. وستبورو ۱۹۰ نفر جمعیت دارد و ۴۶۳٫۰ متر بالاتر از سطح دریا واقع شده‌است.